# Куусамо
Ку́усамо — містечко та муніципалітет у Фінляндії, центр зимових видів спорту, що приваблює понад мільйон туристів щороку.
Куусамо належить до району Північна Остроботнія. У муніципалітеті працює один із найбільших лижних курортів країни — гора Рука, де проводяться міжнародні змагання зі стрибків із трампліна, лижних перегонів, лижного двоборства. У 2005 в Куусамо проходив чемпіонат світу з фристайлу. Аеропорт Куусамо розташований на віддалі 6 км від центра міста.